# Phrynorhombus
Phrynorhombus is een monotypisch geslacht van straalvinnige vissen uit de familie van tarbotachtigen (Scophthalmidae). Het geslacht is voor het eerst wetenschappelijk beschreven in 1862 door Günther.

## Soort
- Phrynorhombus norvegicus Günther, 1862 – Dwergtarbot